# ダイアジノン
ダイアジノン（英語: Diazinon）は、有機リン系殺虫剤の一種で、農薬の商品名もダイアジノン。

## 用途
チバガイギーが開発した殺虫剤で、日本では日本化薬が製造している。1999年の実績では、単剤が1,474トン生産されている。日本での農薬登録は1955年4月22日で、農薬としては稲のウンカやツマグロヨコバイ、野菜のアオムシやアブラムシ、果樹のシンクイムシやカイガラムシに有効。防疫用としてハエ、蚊、ゴキブリに対しても使用される。ペット用ノミ取り首輪にも、本剤を使用した製品がある。

## 性質
120℃以上に加熱すると分解し、窒素酸化物、リン酸化物、硫黄酸化物などを含む有毒なフュームを生じる。強酸や塩基と反応し、猛毒のチオピロリン酸テトラエチルを生成する場合がある。一日許容摂取量は0.002mg/kg/日。吸入・経口摂取・皮膚からの吸収により、縮瞳・唾液分泌過多・頭痛・嘔吐・痙攣などの有機リン化合物共通の中毒症状が現れる。
厚生労働省はシックハウス症候群の原因となるとして、室内空気中化学物質濃度の指針値を0.29μg/m3（0.02ppb）と定めている。水生生物に対する毒性が強く、環境中に放出した場合には鳥類やミツバチへの影響がある。日本の毒物及び劇物取締法により劇物に分類されていたが、令和二年政令第二百三号による『毒物及び劇物指定令の一部を改正する政令』により、5％（マイクロカプセル製剤にあつては、二五％）以下を含有するものを除き、劇物指定された。